# Dai-ichi Life
The Dai-ichi Life Insurance Company, Limited — японская страховая компания, специализирующаяся на страховании жизни и управлении активами. Обслуживает[когда?] 11,5 млн клиентов в Японии, 11,7 млн в США, 4,5 млн в Австралии, 1,28 млн во Вьетнаме.

## История
Dai-ichi Life Insurance Company была основана в 1902 году и до 2009 года оставалась взаимной страховой компанией. В 2010 году прошла первичное размещение акций, принесшее около 1,01 трлн иен. Первое зарубежное представительство было открыто в Нью-Йорке в 1975 году, первое представительство в Европе начало работу в Лондоне в 1982 году. В 2007 году была куплена вьетнамская страховая компания Bao Minh CMG, переименованная в Dai-ichi Life Insurance Company of Vietnam, Ltd. В том же году совместно с Банком Индии была основана страховая компания Star Union Dai-ichi Life Insurance Company Limited. В 2008 году компания вышла на рынок Таиланда с покупкой пакета акций компании Ocean Life Insurance Co, Ltd., а также Австралии, образовав стратегический альянс с компанией TOWER Australia Group Limited (в 2011 году эта компания была поглощена и переименована в TAL Dai-ichi Life Australia Pty Ltd). В 2012 году началось партнёрство Dai-ichi Life с американской компанией по управлению активами Janus Capital Group Inc. Выход на рынок страховых услуг Индонезии состоялся в 2013 году с покупкой доли в местной компании PT Panin Life. В 2014 году была поглощена американская страховая группа Protective Life Corporation, а также японская страховая компания Sompo Japan DIY Life Insurance Co. (переименованная в The Neo First Life Insurance). В 2019 году был создан филиал в Камбодже, а в 2020 году — в Мьянме.

## Руководство
- Коитиро Ватанабэ — председатель правления с апреля 2017 года, в компании с 1976 года.
- Сэйдзи Инагаки — президент с апреля 2017 года, в компании с 1986 года.

## Деятельность
По данным за финансовый год, закончившийся 31 марта 2021 года в структуре выручки основную часть занимают страховые премии (плата за страховые полисы) — 4,73 трлн из 7,83 трлн иен, инвестиционный доход составил 2,72 трлн. Страховые выплаты составили 5 трлн иен. Из активов 63,6 трлн иен 50,9 трлн пришлось на инвестиции в ценные бумаги.
Основным регионом деятельности The Dai-ichi Life является Япония, на него приходится 77 % оборота, выручка от деятельности в США составила 823 млрд иен ($7,3 млрд); также компания работает в Австралии, Вьетнаме, Индонезии, Индии, Камбодже, Мьянме и Таиланде.
В списке крупнейших публичных компаний мира Forbes Global 2000 за 2021 год Dai-ichi Life Insurance заняла 291-е место, в том числе 141-е по обороту, 977-е по чистой прибыли, 68-е по активам и 894-е по рыночной капитализации.
|                     | 2011  | 2012  | 2013  | 2014  | 2015  | 2016  | 2017  | 2018  | 2019  | 2020  |
| ------------------- | ----- | ----- | ----- | ----- | ----- | ----- | ----- | ----- | ----- | ----- |
| Оборот              | 4,932 | 5,284 | 6,045 | 7,252 | 7,334 | 6,457 | 7,038 | 7,184 | 7,144 | 7,828 |
| Чистая прибыль      | 0,020 | 0,032 | 0,078 | 0,142 | 0,179 | 0,231 | 0,364 | 0,225 | 0,032 | 0,364 |
| Активы              | 33,47 | 35,69 | 37,71 | 49,84 | 49,92 | 51,99 | 53,60 | 55,94 | 60,01 | 63,59 |
| Собственный капитал | 0,569 | 0,563 | 0,629 | 1,030 | 1,129 | 1,301 | 1,590 | 1,709 | 1,642 | 1,894 |

## Дочерние компании
Компания The Dai-ichi Life Insurance Company, Limited возглавляет страховую группу, включающую:
- Dai-ichi Frontier Life (Япония);
- The Neo First Life Insurance Company, Limited (Япония);
- Protective Life Corporation (США);
- Janus Capital Group Inc. (США);
- DLI North America Inc. (США);
- TAL Dai-ichi Life Australia Pty Ltd (Австралия);
- Dai-ichi Life Insurance Company of Vietnam, Limited (Вьетнам);
- PT Panin Dai-ichi Life (Индонезия);
- Star Union Dai-ichi Life Insurance Company Limited (Индия);
- Ocean Life Insurance Public Company Limited (Таиланд);
- DLI Asia Pacific Pte. Ltd. (Сингапур);
- Dai-ichi Life International (Europe) Limited (Великобритания)[5][6]

## Акционеры
Компанией выпущено около 1,2 млрд акций, их крупнейшие держатели:
- Japan Trustee Services Bank, Ltd — 5,14 %;
- BNY GCM — 4,02 %;
- Mizuho Bank, Ltd — 3,77 %;
- The Master Trust Bank of Japan, Ltd — 3,60 %;
- Goldman Sachs International — 2,64 %[1].